# Валерія Дьєнге
Валерія Дьєнге (угор. Valéria Gyenge, 3 квітня 1933) — угорська плавчиня.
Олімпійська чемпіонка 1952 року, учасниця 1956 року.
Чемпіонка Європи з водних видів спорту 1954 року.